# Berto (nome)
Berto  è un nome proprio di persona italiano maschile.

## Varianti
- Alterati: Bertillo, Bertino[1], Bertinello, Bertolo,Bertoli, Bertolino, Bertone
- Femminili: Berta

### Varianti in altre lingue
- Finlandese: Pertti[2]
- Inglese: Bert[2], Bertie[2]
- Latino: Bertus[3]
- Lussemburghese: Baer[2], Bèr[2]
- Olandese: Bert[2], Brecht[4]
- Tedesco: Bert[2]

## Origine e diffusione
Dal nome germanico Berto, che, tratto dalla radice berath o beraht, significa letteralmente "splendente", "lucente" o, in senso figurato, "illustre", "famoso" (in maniera analoga al nome di origine latina Chiara).
Ormai inconsueto ai giorni nostri, il nome Berto viene spesso usato come ipocoristico di altri nomi che iniziano o finiscono per bert, quali ad esempio Alberto, Roberto, Umberto, Lamberto, Filiberto, Norberto, Bertrando, Bertoldo, e via dicendo, ossia appunto nomi contenenti l'elemento berath o beraht.

## Onomastico
L'onomastico può essere festeggiato il 5 settembre, in memoria di san Bertino di Sithiu, abate del VII secolo, fondatore dell'abbazia di Saint-Bertin.

## Persone
- Berto Barbarani, poeta italiano
- Berto Frescobaldi, politico italiano
- Berto Pisano, compositore, direttore d'orchestra e contrabbassista italiano
- Berto Ricci, scrittore, poeta e giornalista italiano
- Berto Romero, umorista spagnolo

### Variante Bert

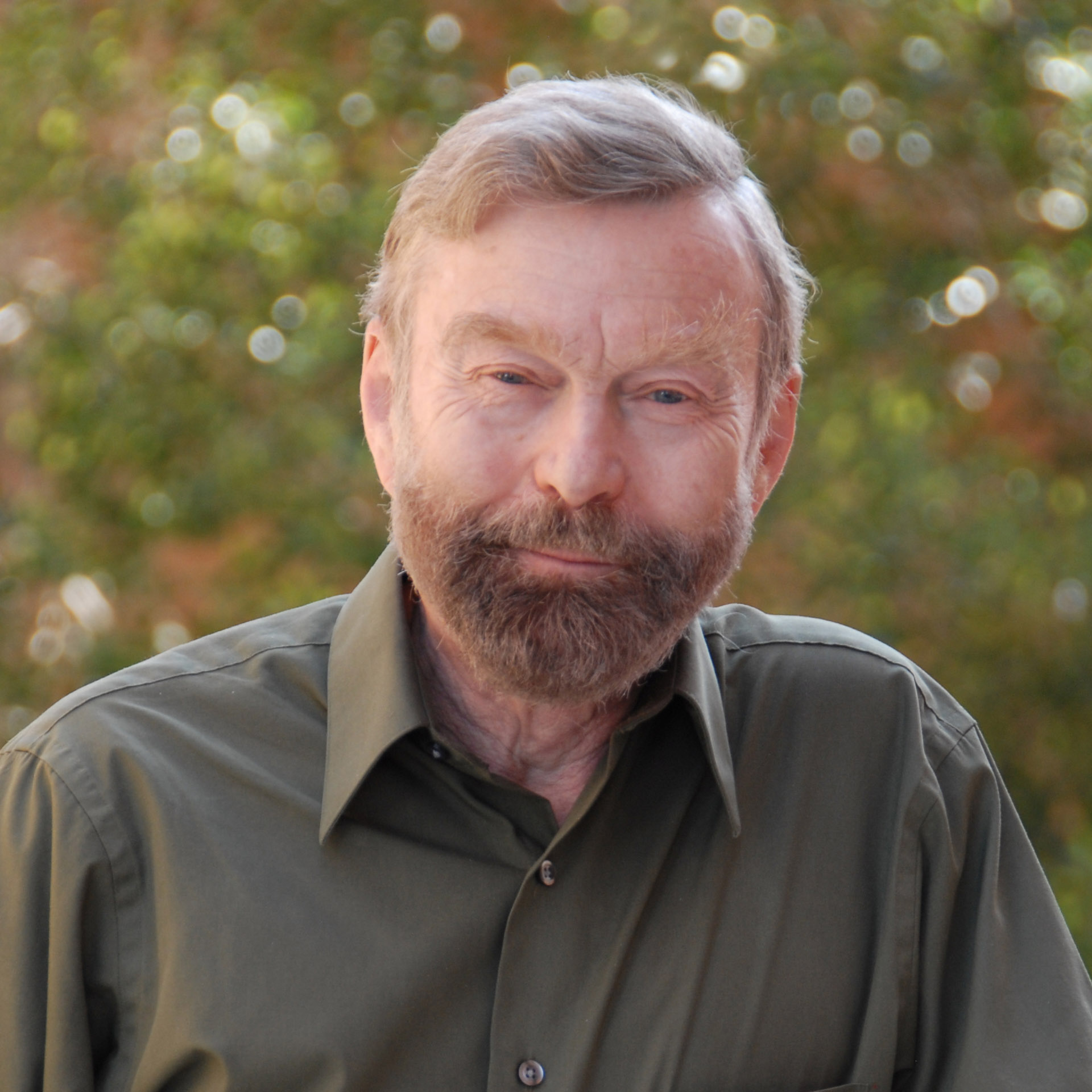
Bert Hölldobler

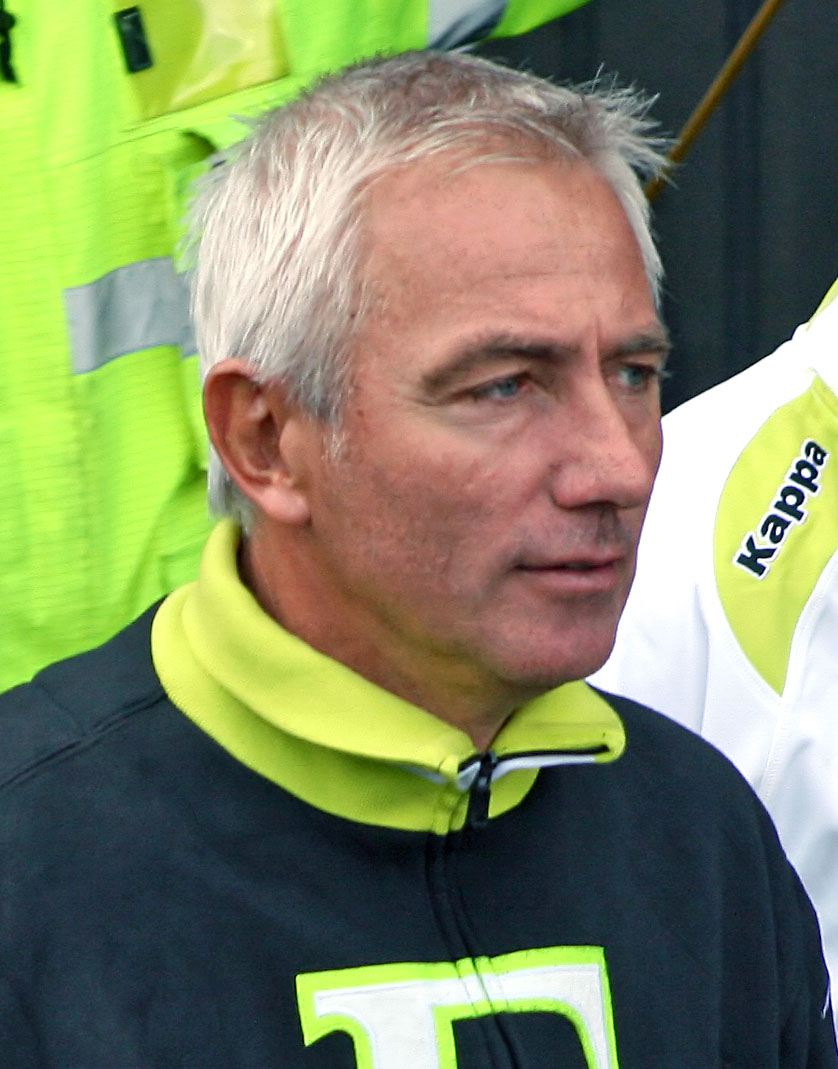
Bert van Marwijk

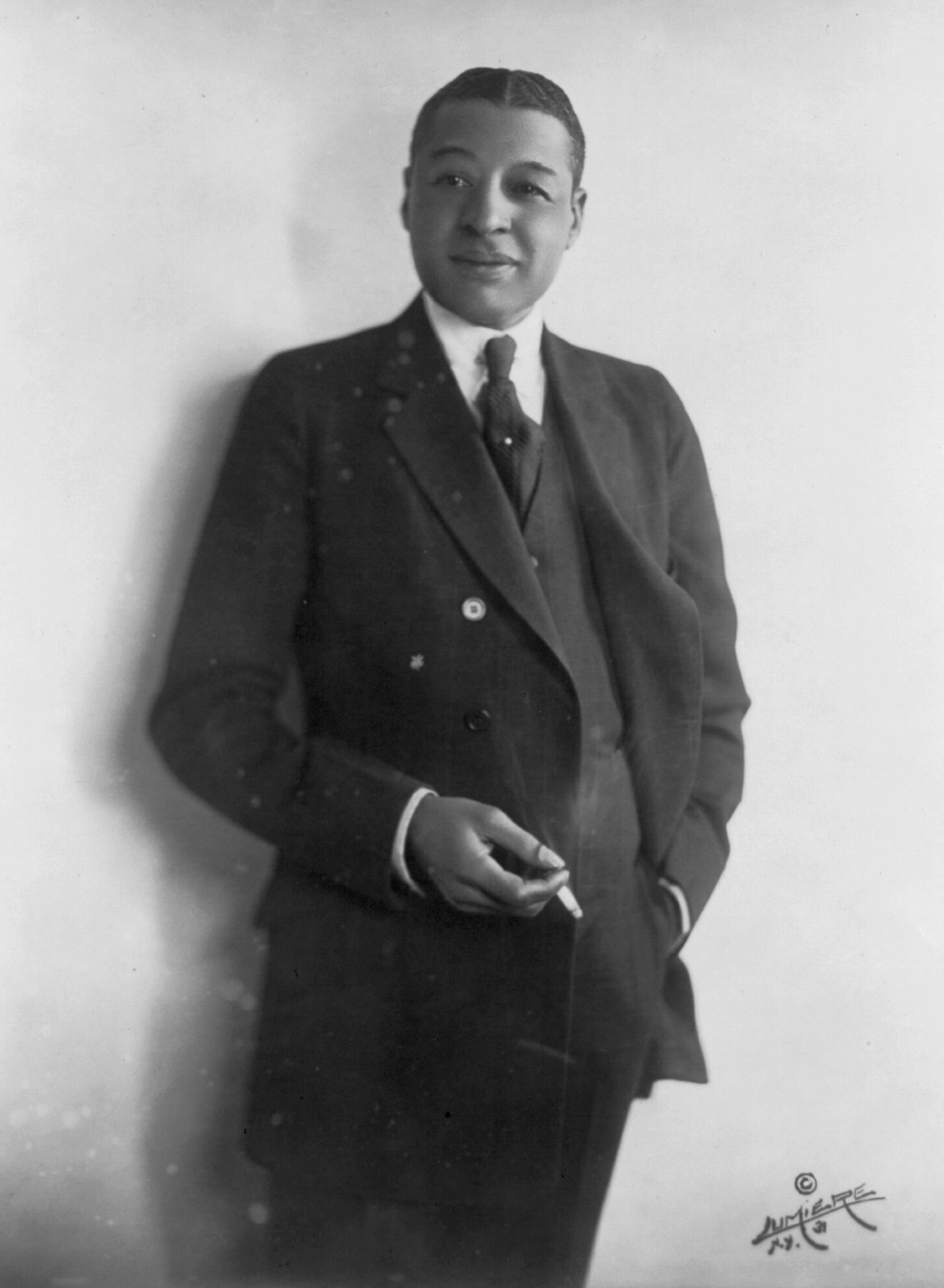
Bert Williams

- Bert Angeles, regista, sceneggiatore e attore britannico
- Bert Cameron, atleta giamaicano
- Bert Cook, cestista statunitense
- Bert Dietz, ciclista su strada e direttore sportivo tedesco
- Bert Freeman, calciatore britannico
- Bert Glennon, direttore della fotografia statunitense
- Bert I. Gordon, regista, sceneggiatore e produttore cinematografico statunitense
- Bert Grabsch, ciclista su strada tedesco
- Bert Haldane, regista britannico
- Bert Hellinger, psicologo tedesco
- Bert Hölldobler, biologo tedesco
- Bert Jacobs, allenatore di calcio olandese
- Bert Jansch, chitarrista scozzese
- Bert Jones, giocatore di football americano statunitense
- Bert Kaempfert, direttore d'orchestra e compositore tedesco
- Bert Konterman, calciatore olandese
- Bert Lahr, attore statunitense
- Bert Marcelo, attore e conduttore televisivo filippino
- Bert McCracken, cantante statunitense
- Bert Nordberg, ingegnere e manager svedese
- Bert Patenaude, calciatore statunitense
- Bert Pronk, ciclista su strada olandese
- Bert Roesems, ciclista su strada belga
- Bert Sakmann, fisiologo tedesco
- Bert Sas, militare e funzionario olandese
- Bert Schneider, pilota motociclistico austriaco
- Bert Stern, fotografo e regista statunitense
- Bert Trautmann, calciatore e allenatore di calcio tedesco
- Bert van Marwijk, calciatore e allenatore di calcio olandese
- Bert Whalley, calciatore e allenatore di calcio britannico
- Bert Williams, attore e regista statunitense
- Bert Frederick Williams, calciatore britannico

### Variante Bertie
- Bertie Ahern, politico irlandese

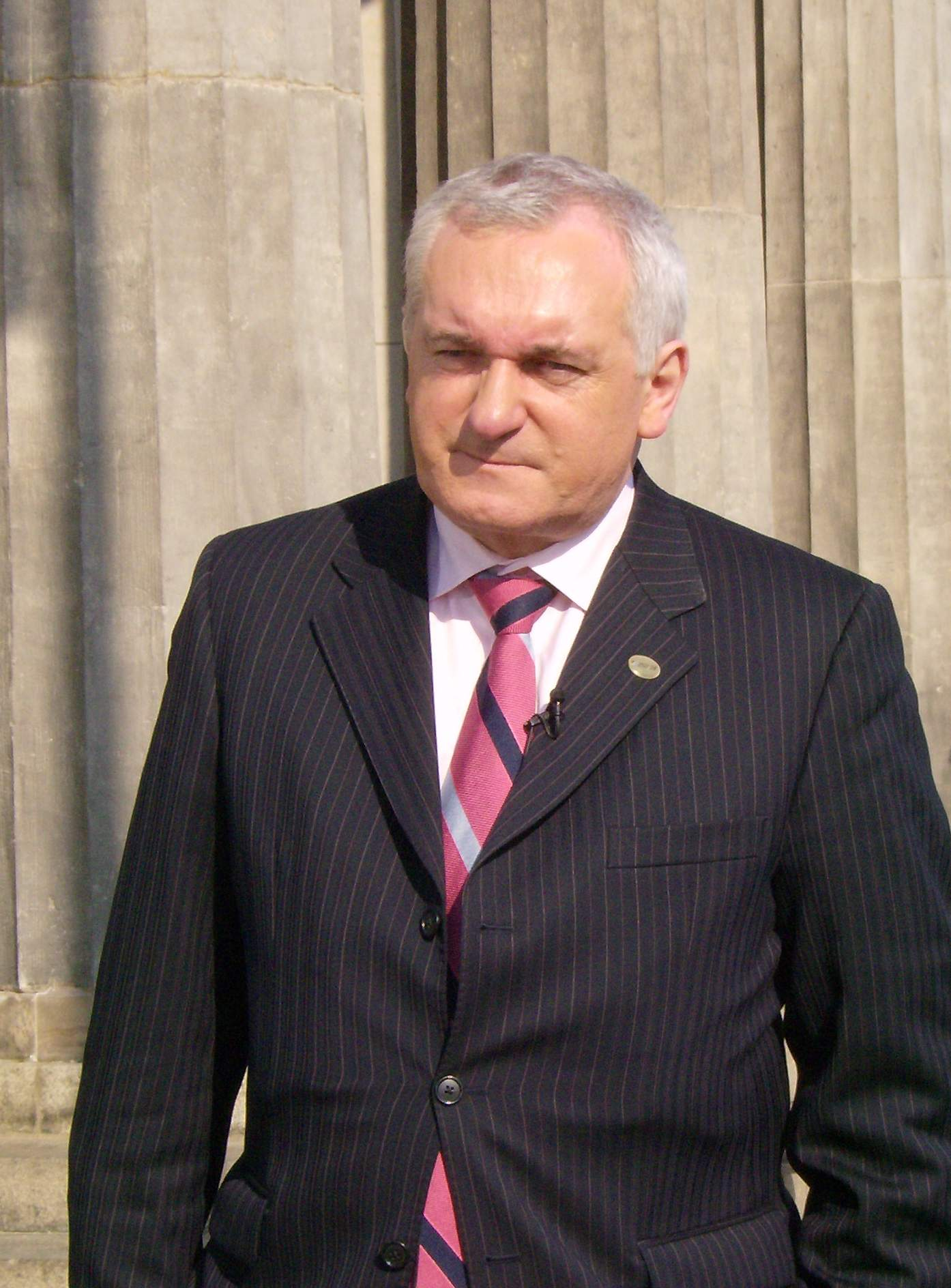
Bertie Ahern

- Bertie Auld, calciatore e allenatore di calcio scozzese
- Bertie Gilbert, attore e vlogger britannico
- Bertie Mee, calciatore e allenatore di calcio britannico
- Bertie Peacock, calciatore e allenatore di calcio nordirlandese

### Altre varianti
- Bertino di Sithiu, abate e santo francese
- Pertti Karppinen, canottiere finlandese
- Pertti Mutru, cestista finlandese

## Il nome nelle arti
- Berto è un personaggio dell'universo immaginario di Arda, creato da John Ronald Reuel Tolkien.
- Bert Bauer è un personaggio della soap opera Sentieri.
- Bert D'Angelo è un personaggio della serie televisiva Bert D'Angelo Superstar.
- Bertie Wooster è un personaggio dei racconti di P. G. Wodehouse.